# Johnnie Walker Championship 2010

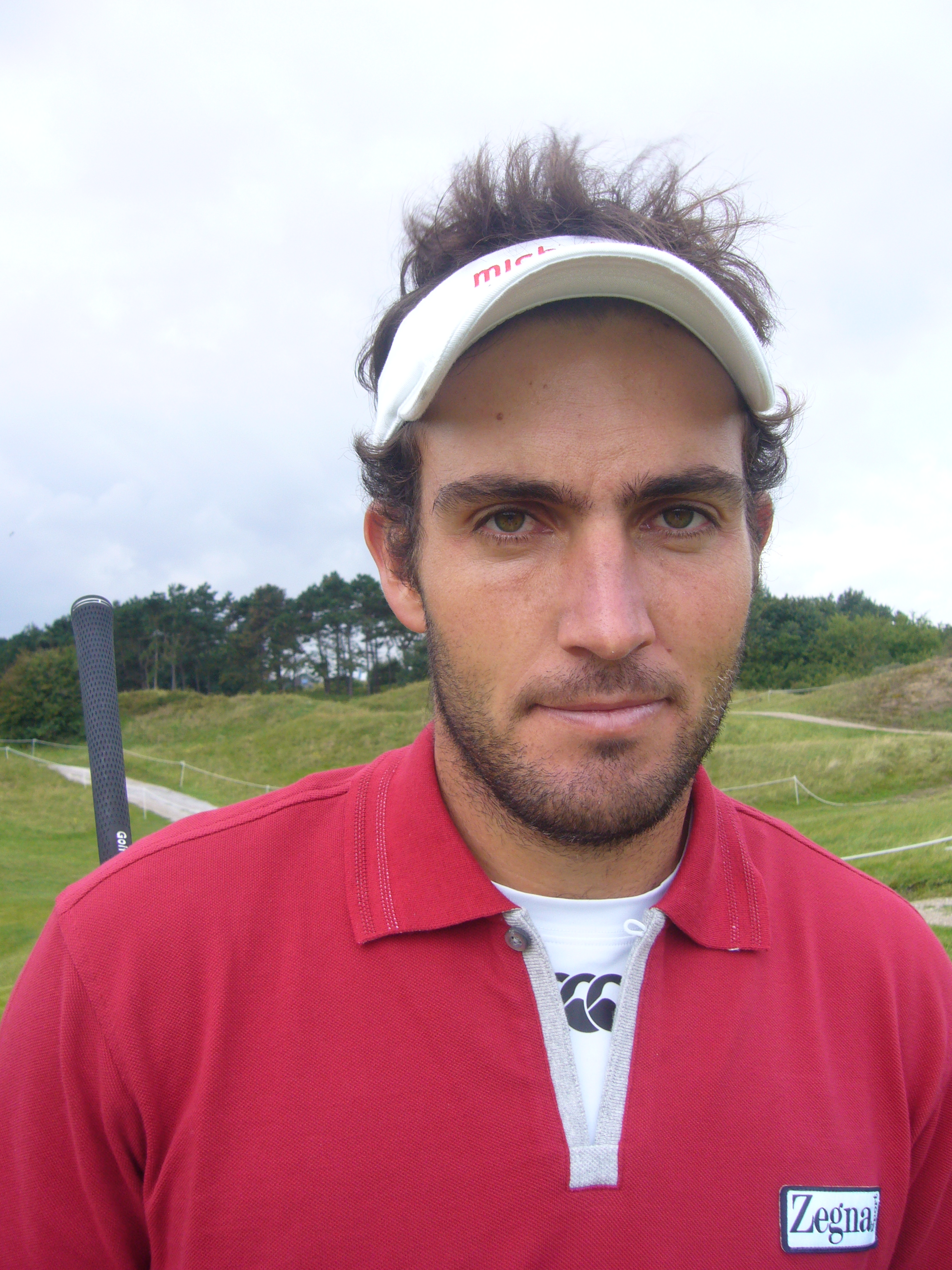
Edoardo Molinari wint en krijgt een wildcard voor de Ryder Cup

Het Johnnie Walker Kampioenschap van 2010 was een golftoernooi dat deel uitmaakte van de Europese PGA Tour. Het werd van 26 tot en met 29 augustus gespeeld. De winnaar, de Italiaan Edoardo Molinari, werd uitgenodigd voor de WGC - Bridgestone Invitational.
Het was het laatste toernooi voordat bekend werd welke Europese spelers in de Ryder Cup zullen spelen. Negen spelers hebben zich automatisch gekwalificeerd; captain Colin Montgomerie maakte na dit toernooi bekend welke drie spelers een wildcard kregen.
Het Johnnie Walker Kampioenschap werd op Gleneagles gespeeld. Het prijzengeld bedroeg £ 1.400.000 waarvan de winnaar £ 233.330 kreeg.

## Verslag
Er doen 28 spelers van de reservelijst doen dus veel spelers hebben zich afgemeld, waaronder tweevoudig winnaar Paul Casey, Darren Clarke, Simon Dyson en Martin Kaymer. Miguel Ángel Jiménez heeft op het laatste moment besloten toch te spelen, want doordat Peter Hanson het Tsjechisch Open won, zakte Jiménez naar de 9de en laatste automatische plaats in het Ryder Cup-team. Om zeker te weten dat hij daarvoor automatisch kwalificeert wil hij deze week dus nog wat punten bijverdienen.

#### Ronde 1
Als Simon Dyson of Ross McGowan eerste of tweede wordt deze week, zal hij hoogstwaarschijnlijk in het Ryder Cup-team komen. Dyson heeft een goede start gemaakt en staat met -4 op de 7de plaats. Ross McGowan daarentegen heeft weer problemen; eerder dit jaar had hij last van zijn pols en later van zijn knie, deze week vroeg hij dispensatie om woensdag niet de Pro-Am te hoeven spelen omdat hij last van zijn schouder had. Hij speelde vandaag met pijnstillers, maar trok zich na een ronde van 77 terug uit het toernooi.
Robert Rock was een tijdje clubhouse leader maar werd door Richard Finch ingehaald die nu aan de leiding staat met -6.  

#### Ronde 2
14:00 uur: Søren Hansen maakte zojuist op zijn 16de holes (hole 7) zijn achtste birdie en stond ineens in de top 10, hij was 102 plaatsen gestegen. De eerste spelers van de middagronde zijn net gestart.

19:00 uur: De tweede ronde heeft drie leiders opgeleverd, David Lynn en rookies Gary Boyd en Julien Guerrier staan allen op -9. Op nummer 4 staan George Coetzee, Mark Foster en Stephen Gallacher, en op de 7de plaats staan negen spelers, onder andere Simon Dyson en Miguel Ángel Jiménez, die beiden hopen op een plaats in het Ryder Cup-team.

#### Ronde 3
De gebroeders Molinari zijn deze week goed bezig. Francesco heeft al een plaats in het Ryder Cup-team, en zou niets liever willen dan zijn broer daar ook in te zien. Samen stonden ze aan de leiding op -9 totdat Francesco op hole 17  5de birdie maakte. Simon Dyson is opgeklommen naar de derde plaats net als Oliver Wilson.

#### Ronde 4
In de laatste partij speelden de twee broers Molinari samen. Edoardo maakte 75 en werd gedeeld 3de, maar Francesco eindigde met drie birdies, maakte 71 en won het toernooi met -10. Het is zijn tweede overwinning op de Europese Tour, zijn tweede overwinning in Schotland en zijn tweede overwinning waarbij hij de laatste dag met zijn broer speelde. Behalve Tom Watson is hij ook de enige speler die zijn eerste twee overwinningen op de Tour in Schotland behaalde. Hij staat nu op de 15de plaats van de Official World Golf Ranking.

Miguel Ángel Jiménez moest in de top 9 eindigen om zijn plaats in het Ryder Cup team veilig te stellen, en werd 3de.
Na afloop van het toernooi maakte Colin Montgomerie bekend dat Edoardo Molinari een wildcard kreeg voor de Ryder Cup. De andere twee wildcards zijn naar Luke Donald en Pádraig Harrington gegaan. Dit jaar zal het de eerste keer zijn dat twee broers samen in een Ryder Cup team spelen.
| Eindstand | Naam                 | R1 | Score | Nr   | R2 | Score | Totaal | Nr  | R3 | Score | Totaal | Nr  | R4 | Score | Totaal |
| --------- | -------------------- | -- | ----- | ---- | -- | ----- | ------ | --- | -- | ----- | ------ | --- | -- | ----- | ------ |
| 1         | Edoardo Molinari     | 70 | -2    | T29  | 68 | -4    | -6     | T7  | 69 | -3    | -9     | 2   | 71 | -1    | -10    |
| 2         | Brett Rumford        | 71 | -1    | T35  | 70 | -2    | -3     | T28 | 68 | -4    | -7     | T8  | 70 | -2    | -9     |
| T3        | Francesco Molinari   | 68 | -4    | T7   | 70 | -2    | -6     | T7  | 68 | -4    | -10    | T1  | 75 | +3    | -7     |
| T3        | Miguel Ángel Jiménez | 68 | -4    | T7   | 70 | -2    | -6     | T7  | 71 | -1    | -7     | T8  | 72 | par   | -7     |
| T3        | Jamie Donaldson      | 69 | -3    | T    | 74 | +2    | -1     | T   | 69 | -3    | -4     | T   | 69 | -3    | -7     |
| 6         | Simon Dyson          | 68 | -4    | T7   | 70 | -2    | -6     | T7  | 70 | -2    | -8     | T3  | 74 | +2    | -6     |
| T10       | Grégory Bourdy       | 68 | -4    | T7   | 70 | -2    | -6     | T7  | 70 | -2    | -8     | T3  | 76 | +4    | -4     |
| T10       | George Coetzee       | 69 | -3    | T18  | 68 | -4    | -7     | T4  | 74 | +2    | -5     | T19 | 73 | +1    | -4     |
| T14       | Gary Boyd            | 67 | -5    | T2   | 68 | -4    | -9     | T1  | 74 | +2    | -7     | T8  | 76 | +4    | -3     |
| T14       | Oliver Wilson        | 70 | -2    | T29  | 70 | -2    | -4     | T22 | 68 | -4    | -8     | T3  | 77 | +5    | -3     |
| T14       | Stephen Gallacher    | 67 | -5    | T2   | 70 | -2    | -7     | T4  | 71 | -1    | -8     | T3  | 77 | +5    | -3     |
| T19       | Julien Guerrier      | 68 | -4    | T7   | 67 | -5    | -9     | T1  | 73 | +1    | -8     | T3  | 78 | +6    | -2     |
| T19       | Søren Hansen         | 74 | +2    | T112 | 65 | -7    | -5     | T16 | 72 | par   | -5     | T18 | 75 | +3    | -2     |
| T19       | Robert Rock          | 67 | -5    | T2   | 71 | -1    | -6     | T7  | 75 | +3    | -3     | T32 | 73 | +1    | -2     |
| T19       | David Lynn           | 67 | -5    | T2   | 68 | -4    | -9     | T1  | 77 | +5    | -4     | T24 | 74 | +2    | -4     |
| T35       | Maarten Lafeber      | 70 | -2    | T29  | 72 | par   | -2     | T36 | 70 | -2    | -4     | T26 | 76 | +4    | par    |
| T35       | Mark Foster          | 70 | -2    | T29  | 67 | -5    | -7     | T4  | 73 | +1    | -6     | T16 | 78 | +6    | par    |
| T51       | Richard Finch        | 66 | -6    | 1    | 74 | +2    | -4     | T22 | 70 | -2    | -6     | T16 | 82 | +10   | +4     |
| 61        | Nicolas Colsaerts    | 72 | par   | T70  | 68 | -4    | -4     | T22 | 74 | +2    | -2     | T40 | 81 | +9    | +7     |

- Live leaderboard

## Spelers
| - Felipe Aguilar - Phillip Archer - Peter Baker - Benn Barham - Sion E. Bebb - Gaganjeet Bhullar - Thomas Bjørn - Richard Bland - Marcus Both - Grégory Bourdy - Gary Boyd - Paul Broadhurst - Mark Brown - Andrew Butterfield - Rafael Cabrera Bello - Michael Campbell - Ariel Cañete - Emanuele Canonica (2005) - Tony Carolan - Clodomiro Carranza - Christian Cévaër - S S P Chowrasia - Gary Clark - George Coetzee - Robert Coles - Nicolas Colsaerts - Andrew Coltart - Rhys Davies - François Delamontagne - Robert Dinwiddie - David Dixon - Stephen Dodd - Jamie Donaldson - Nick Dougherty - Bradley Dredge - Scott Drummond - Victor Dubuison - Simon Dyson - Rafa Echenique - Pelle Edberg - Johan Edfors - Martin Erlandsson | - Kenneth Ferrie - Richard Finch - Oliver Fisher - Ross Fisher - Tommy Fleetwood - Alastair Forsyth - Mark Foster - Stephen Gallacher - Chris Gane - Ignacio Garrido - Jean-Baptiste Gonnet - Ricardo González - Tano Goya - Stephan Gross Jr. - Julien Guerrier - Mark F Haastrup - Anton Haig - Anders Hansen - Søren Hansen - Peter Hanson - Grégory Havret (2008) - Benjamin Hebert - Peter Hedblom (2009) - Scott Hend - Oskar Henningson - Soon-sang Hong - David Howell - Sam Hutsby - Raphaël Jacquelin - Steven Jeppesen - Miguel Ángel Jiménez - Eirik Tage Johansen - Michael Jonzon - Anthony Kang - Shiv Kapur - Robert Karlsson - Martin Kaymer - Mark Kerr - Rick Kulacz - Maarten Lafeber - Barry Lane - José Manuel Lara - Pablo Larrazábal | - Peter Lawrie - Paul Lawrie - Craig Lee - Danny Lee - Thomas Levet - José-Filipe Lima - Sam Little - Gary Lockerbie - Michaël Lorenzo-Vera - Shane Lowry - Jean-François Lucquin - Mikael Lundberg - David Lynn - Callum MacAulay - Fraser Mann - Prayad Marksaeng - Andrew Marshall - Pablo Martín - Andrew McArthur - Jason McCreadie - Richard McEvoy - Paul McGinley - Ross McGowan - Damien McGrane - Francesco Molinari - Edoardo Molinari - Colin Montgomerie - James Morrison - Gary Murphy - George Murray - Chapchai Nirat - Henrik Nyström - Steven O'Hara - Fredrik Ohlsson - Andrew Oldcorn - David Orr - Hennie Otto - Chris Paisley - John Parry - Phillip Price - Julien Quesne - Alvaro Quiros | - Richie Ramsay - Jyoti Randhawa - Robert Rock - Carlos Rodiles - Marco Ruiz - Brett Rumford - Jarmo Sandelin - Marcel Siem - Jeev Milkha Singh - Patrik Sjöland - Graeme Storm - Carl Suneson - Andrew Tampion - Simon Thornton - Sam Torrance - Miles Tunnicliff (2004) - Daniel Vancsik - Sam Walker - Anthony Wall - Paul Waring - Marc Warren (2007) - Steve Webster - Peter Whiteford - Martin Wiegele - Oliver Wilson - Fabrizio Zanotti Nationale Order of Merit' 1. Craig Lee 2. Gary Orr 3. Robert Arnott 4. Stephen Gray 5. Colin Gillies 6. Mark Kerr 7. Andrew Oldcorn 8. Jason McCreadie Amateurs - Kris Nicol (1984) - James White (1988) |

Zie ook Europese PGA Tour en Europese PGA Tour 2010